# 上斜筋
上斜筋（じょうしゃきん、英語: superior oblique muscle、ラテン語: musculus obliquus superior）は、眼球の向きを変える外眼筋のひとつである。

## 概要
視神経を包む総腱輪の上面から起始し、眼窩の内側壁に沿って走り、滑車をくぐったのち上直筋の下をくぐって眼球の上面外側寄りで強膜に停止する。眼動脈の枝である眼窩上動脈に栄養される。滑車神経に支配され、収縮すると眼球を外側下方に向ける。
滑車神経の麻痺で上斜筋が収縮できなくなると、眼球は上外側に偏倚する。この症状が出た患者は、視線を正面に向けるため、頭を健側に傾ける。逆に頭を患側に傾けると眼球の偏倚は増強される。これをビールショウスキー徴候といい、滑車神経麻痺に特異的な所見である。ただし滑車神経が単独で麻痺することはまれである。